# Karl-Heinz Brunner
Karl-Heinz Brunner (Monaco di Baviera, 14 marzo 1953) è un politico tedesco appartenente al SPD. È stato eletto come membro del parlamento tedesco (Bundestag) durante le elezioni federali del 2013.

## Vita
Brunner è nato a Monaco di Baviera. Terminati gli studi superiori, ha studiato Business Administration, Scienze giuridiche e Scienze dell'amministrazione presso le Università di Reutlingen, Monaco di Baviera, Starnberg e Bratislava. Ha lavorato come consulente legale dal 2005 al 2013 e come dirigente azionista di Illertisser Sonnenschein GmbH & Co. KG. È coeditore della rivista politica „Berliner Republik“ ed è presidente di „Freundeskreis Illertissen – Loket”.  È membro onorario della Croce Rossa Bavarese dal 1970 e dell´Associazione per il Benessere dei Lavoratori. Brunner è sposato e ha due figli. Dal 2011 è docente di “Public Private Partnerships” presso l´Università di Biberach.

## Carriera politica
Brunner diventa membro del SPD nel 1982 e si occupa di politica locale a partire dal 1985. È stato sindaco di Illertissen dal 1990 al 2002 e dal 1996 membro della consulta provinciale di Neu-Ulm. Si è candidato nella sede elettorale di Neu-Ulm / Günzburg nel 2009 e nel 2013, anno in cui ha ottenuto un seggio tramite la lista del partito bavarese del SPD. Al Bundestag è membro del Comitato di difesa, della Commissione giuridica e per la tutela dei consumatori, nonché membro della Sottocommissione della commissione degli Affari Esteri per il Disarmo, Controllo degli armamenti e non proliferazione. 
Presso la Commissione di difesa ricopre il ruolo di relatore del suo gruppo parlamentare per l'aviazione tedesca, e come relatore per bancarotta e per diritti GLBT presso la Commissione di Giustizia. È anche portavoce per la difesa del gruppo dei parlamentari SPD di Baviera, nonché vice- presidente del gruppo parlamentare tedesco-austriaco. È inoltre membro del Partito Socialdemocratico austriaco e del Partito Socialdemocratico ceco.

## Elezione OSCE per la missione di osservazione in Ucraina 2014
Come membro dell'assemblea parlamentare della NATO, Brunner ha partecipato alle elezioni della missione OSCE per le elezioni presidenziali del 25 maggio 2014 in Ucraina durante il conflitto di Donbass. Occasione durante la quale ha inoltre incontrato diversi rappresentanti delle associazioni GLBT locali.